# Digby
Digby (født 4. maj 1997 på slottet Berleburg i Tyskland, død 3. oktober 2020 i Berleburg.) var en mørkebrun varmblods vallak, som Nathalie zu Sayn-Wittgenstein-Berleburg vandt dansk bronzemedalje med i holdkonkurrencen i dressur ved de Olympiske lege 2008 i Hongkong.
Digby blev opdrættet og ejedes af prinsesse Benedikte. Den var efter faderen Donnerhall, moderen Øxenholm Pamina og morfaderen Sandro. Den blev kastreret sent (4. maj 2006) og bibeholdte derfor sit hingstepræg og udstråling. Kastreringen var en konsekvens af dens koncentrationsproblemer ved stævnerne. Den blev aldrig brugt i avlen.
Efter EM i ridning i Herning 2013 gik Digby på pension. Han døde (aflivet) 2020 på grund af en tarmsygdom.

## Meriter
- 2006 Grand Prix-debut og deltager på danske VM-hold i Aachen, der sluttede på en 4. plads
- 2007 Flere Grand Prix-sejre og DM-bronze
- 2008 Nummer 8 i World Cup-finalen og bronze med det danske OL-hold i Hongkong